# Natalia Linares
Pour les articles homonymes, voir Linares.
Natalia Carolina Linares Gonzalez (née le 3 janvier 2003 à Valledupar) est une athlète colombienne, spécialiste du saut en longueur.

## Biographie

### Enfance et débuts en athlétisme
Natalia Linares naît le 3 janvier 2003 à Valledupar, dans le département du Cesar, dans le nord-est de la Colombie, où elle grandit avec sa mère, Yanelis Patricia Gonzalez, et son frère, José David Linares, son père, Eder, étant absent,.
Scolarisée au Colegio Gimnasio del Norte de Valledupar, elle est repérée à l'âge de 9 ans, en 2012, par son professeur de sport Fabián Martínez, qui prédit qu'elle deviendrait la « nouvelle et successeure de Caterine Ibargüen ». Sa mère, décide alors de l'accompagner pleinement dans son développement sportif. Elle accompagne Natalia à la Ligue d'athlétisme du Cesar, la ligue régionale, pour passer des tests, qu'elle réussit, et remporte trois médailles d'or pour sa première compétition. Yanelis est rapidement nommée présidente de la Ligue, et permet à sa fille de devenir championne de Colombie et d'Amérique du Sud scolaire en 2016,.
Alors qu'il n'y avait pas de piste d'athlétisme à Valledupar, elles rencontrent au championnat d'Amérique du Sud scolaire Álex Díaz, le mari de Caterine Ibargüen, qui les met en contact avec Ubaldo Duany. Elles déménagent alors en 2017 à Porto Rico pour s'entraîner aux côtés de la championne du olympique et du monde de triple saut Caterine Ibargüen, mais y restent deux mois, limitées financièrement,.
En 2019, elle rencontre Martín Alonso Suárez Mazenett, qui propose d'entraîner Natalia Linares à Santa Marta. Sa mère, économiste, employée à la mairie de Valledupar, au gouvernement du césar et au Ministère de la Santé, vend leur voiture, démissionne de son emploi, et déménage à Santa Marta. 
Depuis la pandémie, sa mère vit et travaille désormais à Bogota pour le ministère de la Culture,.

### Carrière dans les catégories jeunes (2020 à 2022)

#### Championne d'Amérique du Sud en salle (2020)
En parallèle du saut en longueur, Natalia Linares concourt occasionnellement dans les épreuves du sprint. En février 2020, à l'occasion de l'édition inaugurale des championnats d'Amérique du sud en salle à Cochabamba, elle remporte un mois après avoir fêté ses 17 ans le titre continental sur 200 m et termine 2e du 60 m en 7 s 42, où elle égale le record d'Amérique du Sud junior et bat le record de Colombie.
En 2021, elle termine au pied du podium du 100 m et du saut en longueur aux championnats d'Amérique du Sud à Guayaquil, mais décroche l'argent au relais 4 x 100 m. À l'édition juniore, à Lima, elle réalise le triplé 100 m, 4 x 100 m et saut en longueur. Son record personnel établit à 6,33 m au saut en longueur lui permet de se qualifier pour les championnats du monde juniors à Nairobi. Dans la capitale kenyane, Linares passe sans encombre les qualifications (6,16 m) mais ne peut trouver ses marques en finale et termine dernière (12e, 5,66 m).

#### Vice-championne du monde junior, record d'Amérique du Sud junior et espoir (2022)
Le 11 juin 2022, elle bat le record de Colombie et d'Amérique du Sud espoirs lors des championnats nationaux juniors à Ibagué avec 6,59 m, améliorant de 4 centimètres l'ancienne marque détenue depuis 2005 par Caterine Ibargüen. Début juillet, elle prend part aux Jeux bolivariens dans sa ville natale, dans le nouveau complexe sportif Unidad Deportiva La Gota Fría, construit en son honneur, et dont une cérémonie d'inauguration est organisée et à laquelle elle est conviée. Elle remporte la compétition en portant son record personnel et continental espoirs à 6,68 m, et réussit également 6,79 m, mais trop venté (+ 2,2 m/s).
Deuxième meilleure performeuse mondiale de l'année chez les juniores, la Colombienne fait figure de favorite pour les championnats du monde juniors, se déroulant chez elle, en Colombie, à Cali. Dans le Stade olympique Pascual-Guerrero, le 5 août, elle est finalement battue par la Bulgare Plamena Mitkova, vainqueure avec 6,66 m, mais remporte une historique médaille d'argent avec une marque de 6,59 m.

### Carrière chez les séniors (depuis 2023)

#### Qualification pour les Jeux olympiques, titre aux Jeux d'Amérique Centrale et des Caraïbes (2023)
Le 3 juillet 2023, elle est la première sauteuse au longueur au monde à se qualifier pour les Jeux olympiques de Paris 2024 lorsqu'elle remporte la médaille d'or aux Jeux d'Amérique centrale et des Caraïbes, à San Salvador, avec un saut mesuré à 6,86 m (+ 1,6 m/s) réalisé à son premier essai. Améliorant son record de près de vingt centimètres, elle se qualifie par la même occasion pour les championnats du monde 2023 à Budapest, bat le record des Jeux détenu par Rhonda Watkins depuis 2010, son propre record de Colombie espoirs, et réussit la 14e meilleure performance mondiale de l'année.
Le 19 août, elle participe aux qualifications des championnats du monde de Budapest, et se classe 25e avec 6,38 m, à 23 centimètres de la dernière place qualificative pour la finale.

#### Finale aux championnats du monde en salle (2024)
Elle termine 12e des championnats du monde en salle de Birmingham avec 6,33 m, record personnel en salle.

## Palmarès
| Date | Compétition                              | Lieu         | Résultat | Épreuve   | Marque  |
| ---- | ---------------------------------------- | ------------ | -------- | --------- | ------- |
| 2020 | Championnats d'Amérique du Sud en salle  | Cochabamba   | 2e       | 60 m      | 7 s 42  |
| 2020 | Championnats d'Amérique du Sud en salle  | Cochabamba   | 1re      | 200 m     | 24 s 19 |
| 2021 | Championnats d'Amérique du Sud           | Guayaquil    | 4e       | 100 m     | 11 s 55 |
| 2021 | Championnats d'Amérique du Sud           | Guayaquil    | 2e       | 4 x 100 m | 45 s 61 |
| 2021 | Championnats d'Amérique du Sud juniors   | Lima         | 1re      | 100 m     | 11 s 68 |
| 2021 | Championnats d'Amérique du Sud juniors   | Lima         | 1re      | 4 x 100 m | 46 s 35 |
| 2021 | Championnats d'Amérique du Sud juniors   | Lima         | 1re      | Longueur  | 6,14 m  |
| 2021 | Championnats du monde juniors            | Nairobi      | 12e      | Longueur  | 5,66 m  |
| 2021 | Jeux panaméricains espoirs               | Cali         | 3e       | 100 m     | 11 s 60 |
| 2021 | Jeux panaméricains espoirs               | Cali         | 1re      | 4 x 100 m | 43 s 59 |
| 2021 | Jeux panaméricains espoirs               | Cali         | 2e       | Longueur  | 6,27 m  |
| 2022 | Championnats du monde juniors            | Cali         | 2e       | Longueur  | 6,59 m  |
| 2022 | Jeux sud-américains                      | Asunción     | 2e       | Longueur  | 6,43 m  |
| 2022 | Jeux bolivariens                         | Valledupar   | 1re      | Longueur  | 6,79 m  |
| 2023 | Jeux d'Amérique centrale et des Caraïbes | San Salvador | 1re      | Longueur  | 6,86 m  |
| 2023 | Jeux panaméricains                       | Santiago     | 1re      | Longueur  | 6,66 m  |
| 2024 | Championnats ibéro-américains            | Cuiabá       | 1re      | Longueur  | 6,82 m  |

## Records
| Épreuve          | Épreuve   | Marque            | Lieu           | Date             |
| ---------------- | --------- | ----------------- | -------------- | ---------------- |
| 60 m             | En salle  | 7 s 42 (AU20R,NR) | Cochabamba     | 1er février 2020 |
| 100 m            | Plein air | 11 s 34           | Armenia        | 20 octobre 2023  |
| Saut en longueur | Plein air | 6,87 m (AU23R)    | Székesfehérvár | 9 juillet 2024   |
| Saut en longueur | En salle  | 6,33 m (NR)       | Birmingham     | 3 avril 2024     |